# Liste der höchsten Berge oder Erhebungen in Pakistan
In dieser Liste werden die höchsten Berge Pakistans auf dem Staatsgebiet von Pakistan geführt, enthalten sind alle Berge mit einer Schartenhöhe von mindestens 500 Metern.

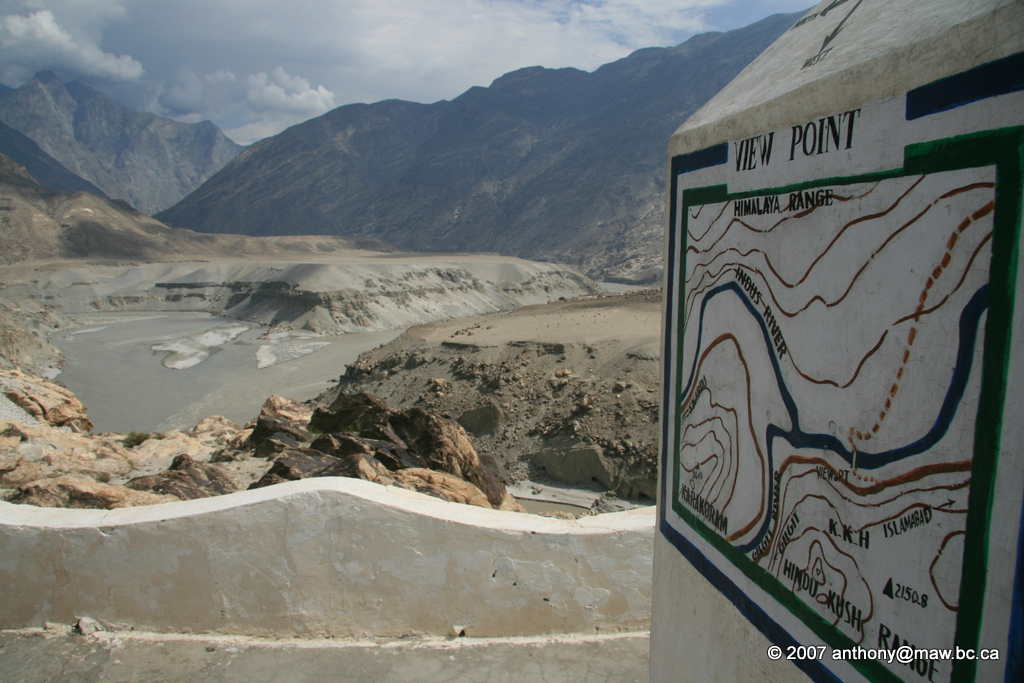
Am Zusammenfluss von Gilgit und Indus treffen Karakorum, Himalaya und Hindukusch aufeinander.

Die höchsten Berge Pakistans befinden sich im Norden des Landes in den Provinzen Gilgit-Baltistan und Khyber Pakhtunkhwa. Hier erstreckt sich die Staatsfläche auf die Gebirge Hindukusch, Karakorum und Himalaya.

## Legende
- Rang Pakistan: Rang, den der Gipfel unter den höchsten Bergen Pakistans einnimmt
- Rang Erde: Rang, den der Gipfel unter den höchsten Bergen der Erde einnimmt
- Gipfel: Name des Berges
- Provinz (/Nachbarland): Name der Provinz, in dem der Berg liegt. (Bei Gipfeln, über die die pakistanische Staatsgrenze verläuft, ist das Nachbarland, zu dem der Berg ebenfalls gehört, angegeben)
- Höhe: Höhe des Berges in Meter
- Gebirge/Gebirgszug: Gebirge (darunter ggf. Teilgebirge), zu dem der Berg gehört
- Erstbesteigung: Datum der Erstbesteigung des Berges, Namen der Erstbesteiger.
- Bild: Bild des Berges

## Berge
| Rang Pakistan | Rang Erde | Gipfel                   | Höhe in m | Provinz (/Nachbarland)         | Gebirge Gebirgszug                 | Erstbesteigung | Bild                                               |
| ------------- | --------- | ------------------------ | --------- | ------------------------------ | ---------------------------------- | --- | -------------------------------------------------- |
| 1             | 2         | K2                       | 8611      | Gilgit-Baltistan/China         | Karakorum Baltoro Muztagh          | 31. Juli 1954 Achille Compagnoni, Lino Lacedelli                                                                       | K2 Südseite                                        |
| 2             | 9         | Nanga Parbat             | 8125      | Gilgit-Baltistan               | Himalaya                           | 3. Juli 1953 Hermann Buhl                                                                                              | Luftbild des Nanga Parbat, Blick auf die Westseite |
| 3             | 11        | Gasherbrum I             | 8080      | Gilgit-Baltistan/China         | Karakorum Baltoro Muztagh          | 5. Juli 1958 Peter K. Schoening, Andrew John Kauffman                                                                  | Hidden Peak Westseite                              |
| 4             | 12        | Broad Peak               | 8051      | Gilgit-Baltistan/China         | Karakorum Baltoro Muztagh          | 9. Juni 1957 Hermann Buhl, Kurt Diemberger, Marcus Schmuck, Fritz Wintersteller                                        | Blick aus Westen auf Broad Peak                    |
| 5             | 13        | Gasherbrum II            | 8034      | Gilgit-Baltistan/China         | Karakorum Baltoro Muztagh          | 7. Juli 1956 Fritz Moravec, Josef Larch, Hans Willenpart                                                               | Gasherbrum II Südwestseite                         |
| 6             | 17        | Gasherbrum IV            | 7932      | Gilgit-Baltistan               | Karakorum Baltoro Muztagh          | 6. Aug. 1958 Walter Bonatti, Carlo Mauri                                                                               | Gasherbrum IV (links)                              |
| 7             | 19        | Distaghil Sar            | 7885      | Gilgit-Baltistan               | Karakorum Hispar Muztagh           | 9. Juni 1960 Günther Stärker, Diether Marchart                                                                         | Distaghil Sar aus dem Weltraum                     |
| 8             | 21        | Kunyang Chhish           | 7852      | Gilgit-Baltistan               | Karakorum Hispar Muztagh           | 26. Aug. 1971 Zygmunt Heinrich, Jan Stryczynski, Ryszard Szafirski, Andrzej Zawada                                     | Kunyang Chhish links in der Mitte                  |
| 9             | 22        | Masherbrum               | 7821      | Gilgit-Baltistan               | Karakorum Masherbrum-Berge         | 6. Juli 1960 George Irving Bell, Willi Unsoeld                                                                         | Der Masherbrum                                     |
| 10            | 25        | Batura Sar               | 7795      | Gilgit-Baltistan               | Karakorum Batura Muztagh           | 30. Juni 1976 Hubert Bleicher, Herbert Oberhofer                                                                       | Batura Sar (Hauptgipfel markiert)                  |
| 11            | 26        | Rakaposhi                | 7788      | Gilgit-Baltistan               | Karakorum Rakaposhi-Haramosh-Berge | 25. Juni 1958 Michael Banks, Tom Patey                                                                                 | Der Rakaposhi                                      |
| 12            | 28        | Kanjut Sar I             | 7760      | Gilgit-Baltistan               | Karakorum Hispar Muztagh           | 19. Juli 1959 Camillo Pellissier                                                                                       | Kanjut Sar in der Bildmitte                        |
| 13            | 31        | Saltoro Kangri           | 7742      |                                | Karakorum                          | 24. Jan. 1962 A.Saito, Y. Takamura und R. A. Bashir                                                                    |                                                    |
| 14            | 33        | Tirich Mir               | 7708      | Khyber Pakhtunkhwa             | Hindukusch                         | 21. Juli 1950 Arne Næss, P. Kvernberg, H. Berg und Tony Streather                                                      | Tirich Mir von Süden (Chitral)                     |
| 15            | 36        | Chogolisa                | 7668      | Gilgit-Baltistan               | Karakorum Masherbrum-Berge         | 2. Aug. 1975 Fred Pressl und Gustav Ammerer                                                                            | Chogolisa links im Bild                            |
| 16            | 38        | Shispare                 | 7611      | Gilgit-Baltistan               | Karakorum Batura Muztagh           | 21. Juli 1974 Hubert Bleicher, Herbert Oberhofer, L. Cichy, M. Grochowski, J. Holnicki-Szulc, A. Mlynarczyk, J. Poreba | Shispare hinten in der Mitte                       |
| 17            | 39        | Trivor                   | 7577      | Gilgit-Baltistan               | Karakorum Hispar Muztagh           | 17. Aug. 1960 Wilfrid Noyce und Jack Sadler                                                                            |                                                    |
| 18            | 43        | Skyang Kangri            | 7545      | Gilgit-Baltistan/China         | Karakorum Baltoro Muztagh          | 11. Aug. 1976 Yoshioki Fujioji und Hideki Nagata                                                                       | Skyang Kangri                                      |
| 19            | 45        | Yukshin Gardan Sar       | 7530      | Gilgit-Baltistan               | Karakorum Hispar Muztagh           | 26. Juni 1984 Willi Bauer, Walter Bergmayr, Willi Brandecker und Reinhard Streif                                       | Yukshin Gardan Sar links im Bild                   |
| 20            | 52        | Noshak                   | 7492      | Khyber Pakhtunkhwa/Afghanistan | Hindukusch                         | 17. Aug. 1960 Toshiaki Sakai, Goro Iwatsuboa                                                                           | Noshak                                             |
| 21            | 53        | Pumari Chhish            | 7492      | Gilgit-Baltistan               | Karakorum Hispar Muztagh           | 12. Juni 1979 S. Chiba, K. Minami, M. Ohashi, H. Yokoyama                                                              | Pumari Chhish oben in der Mitte                    |
| 22            | 54        | Pasu Sar                 | 7478      | Gilgit-Baltistan               | Karakorum Batura Muztagh           | 7. Aug. 1994 Max Wallner, Dirk Naumann, Ralf Lehmann, Volker Wurnig                                                    | Pasu Sar (rechts)                                  |
| 23            | 57        | Malubiting               | 7453      | Gilgit-Baltistan               | Karakorum Rakaposhi-Haramosh-Berge | 23. Aug. 1971 Kurt Pirker, Hanns Schell, Horst Schindlbacher und Hilmar Sturm                                          | Malubiting                                         |
| 24            | 61        | Sia Kangri               | 7424      | Gilgit-Baltistan               | Karakorum Baltoro Muztagh          | 12. Aug. 1934 Albert Höcht und Hans Ertl                                                                               |                                                    |
| 25            | 64        | Skil Brum                | 7410      | Gilgit-Baltistan/China         | Karakorum Baltoro Muztagh          | 19. Juni 1957 Marcus Schmuck, Fritz Wintersteller                                                                      |                                                    |
| 26            | 65        | Haramosh                 | 7406      | Gilgit-Baltistan               | Karakorum Rakaposhi-Haramosh-Berge | 4. Aug. 1958 Heinrich Roiss, Stefan Pauer und Franz Mandl                                                              |                                                    |
| 27            | 66        | Istor-o-Nal              | 7403      | Khyber Pakhtunkhwa             | Hindukusch                         | 12. Aug. 1969 Jose Manuel Anglada, Juan Cerda, Emilio Civis und Jorge Pons                                             |                                                    |
| 28            | 68        | Ultar Sar                | 7388      | Gilgit-Baltistan               | Karakorum Batura Muztagh           | 11. Juli 1996 Akito Yamazaki und Kiyoshi Matsuoka                                                                      | Ultar Sar                                          |
| 29            | 74        | Momhil Sar               | 7343      | Gilgit-Baltistan               | Karakorum Hispar Muztagh           | 29. Juni 1964 Rudolf Pischinger, Hans Schell, Horst Schindlbacher, Leo Schlommer und Rolf Widerhofer                   |                                                    |
| 30            | 75        | Saraghrar                | 7338      | Khyber Pakhtunkhwa             | Hindukusch                         | 24. Aug. 1959 Franco Alletto, Giancarlo Castelli, Paolo Consiglio, Fosco Maraini und Betto Pinelli                     |                                                    |
| 31            | 76        | Yutmaru Sar              | 7330      | Gilgit-Baltistan               | Karakorum Hispar Muztagh           | 23. Juli 1980 M. Motegi, T. Sugimoto und M. Watanabe                                                                   |                                                    |
| 32            | 81        | Baltoro Kangri           | 7300      | Gilgit-Baltistan               | Karakorum Masherbrum-Berge         | 4. Aug. 1963 | Baltoro Kangri (links)                             |
| 33            | 86        | Baintha Brakk (The Ogre) | 7285      | Gilgit-Baltistan               | Karakorum Panmah Muztagh           | 13. Juli 1977 Chris Bonington, Doug Scott                                                                              | Der Ogre (Mitte)                                   |
| 34            | 87        | K6 (Baltistan Peak)      | 7282      | Gilgit-Baltistan               | Karakorum Masherbrum-Berge         | 1970 von der Hecken, G. Haberl, E. Koblmüller und G. Pressl                                                            | K6 (Mitte)                                         |
| 35            | 88        | Muztagh Tower            | 7276      | Gilgit-Baltistan/China         | Karakorum Baltoro Muztagh          | 6. Juli 1956 Joe Brown, John Hartog, Ian McNaught-Davis, Tom Patey                                                     | Muztagh Tower                                      |
| 36            | 90        | Diran                    | 7266      | Gilgit-Baltistan               | Karakorum Rakaposhi-Haramosh-Berge | 17. Aug. 1968 Rainer Göschl, Rudolf Pischinger, Hanns Schell                                                           | Diran                                              |
| 37            | 101       | Malangutti Sar           | 7207      | Gilgit-Baltistan               | Karakorum Hispar Muztagh           | 12. Aug. 1985 |                                                    |
| 38            | 105       | Lupghar Sar              | 7200      | Gilgit-Baltistan               | Karakorum Hispar Muztagh           | 4. Aug. 1979 | Lupghar Sar                                        |

## Weblink
- Eberhard Jurgalski: High Asia – All mountains and main peaks above 6750 m. 8000ers.com (Liste aller Berge Asiens mit einer Höhe von mehr als 6750 Metern), Stand 22. Juli 2012; abgerufen am 18. Oktober 2012.